# Дельфин Коммерсона
Дельфи́н Коммерсо́на, или пёстрый дельфин (лат. Cephalorhynchus commersonii) — млекопитающее из рода пёстрых дельфинов (лат. Cephalorhynchus). Назван в честь Филибера Коммерсона, который впервые описал этих животных в 1767 году.

## Внешний вид
Дельфины Коммерсона имеют очень отличительную форму тела. У них чёрная голова, белое горло и тело, а также присутствует спинной плавник. Границы между двумя цветами проявляются очень чётко. Дельфины Коммерсона являются одними из самых маленьких китообразных, достигая в длину лишь 1,3—1,7 метра и массы тела 35—60 кг. Спинной плавник длинный, с искривлённым концом. Задние плавники, как правило, вогнутые, но не серповидные. В каждом зубном ряду по 29—30 зубов.
Самцов и самок очень легко отличить по форме чёрного пятна на животе: у самцов оно напоминает слезу, у самок более округлённое.

## Распространение

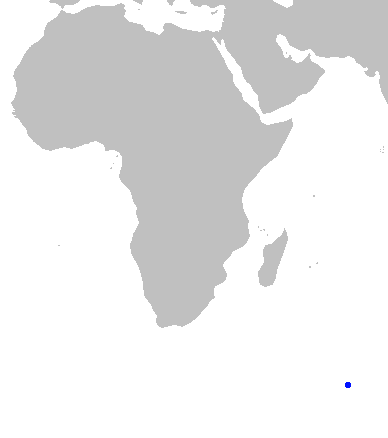
Ареал дельфинов Коммерсона в Индийском океане

Существует две популяции дельфинов Коммерсона, которые отделены друг от друг примерно на 8 500 км. Одна популяция находится на юге Южной Америки, вдоль побережья Патагонии к югу от мыса Горн, восточнее центрального Магелланова пролива и на Фолклендских островах.
Вторая популяция расположена в Индийском океане, возле островов Кергелен.

## Поведение
Дельфины Коммерсона очень активные животные. Их очень часто видели быстро плывущими на поверхности и выпрыгивающими из воды. Они также очень известны своим плаванием «вверх-вниз», которое помогает им лучше выслеживать свою добычу.
Питание составляет смесь из прибрежной и морской рыбы и кальмаров. Южноамериканские дельфины также питаются ракообразными.
Держатся группами по 3—15 особей.
Самки способны к размножению до возраста 6—9 лет, самцы примерно до такого же возраста. Спаривание происходит весной или летом, дельфинята рождаются после 11-месячной беременности и весят при рождении около 6 кг.
В дикой природе дельфины Коммерсона не живут более 10 лет. Самый старый из всех известных особей этого вида скончался в возрасте 18 лет.